# Heather Rene Smith

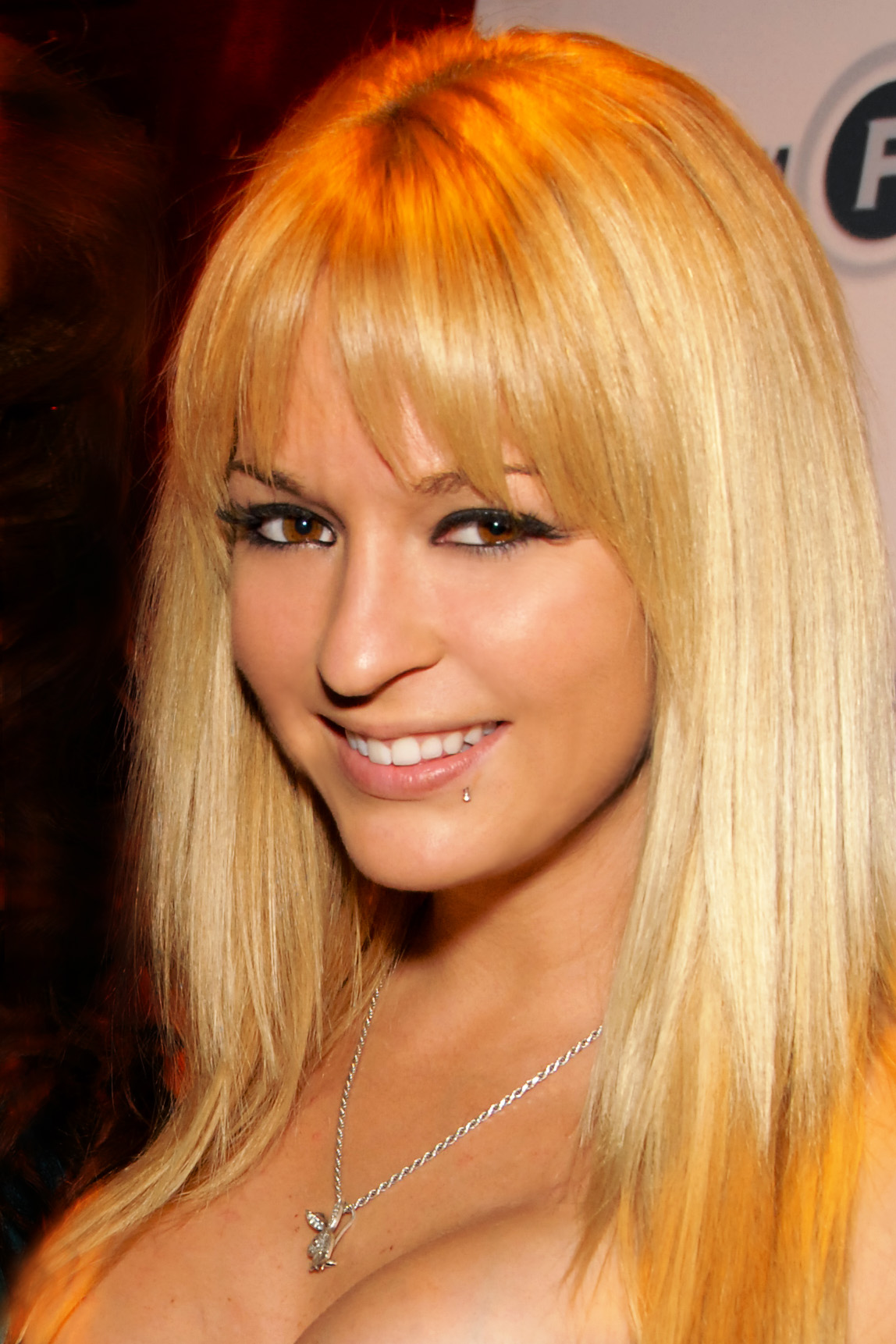
Heather Rene Smith 2009

Heather Rene Smith (* 8. Januar 1987 in Salinas, Kalifornien, manchmal nur Heather Rene) ist ein amerikanisches Model und Schauspielerin.

## Leben und Karriere
Smith betrieb zunächst eine mittlerweile erloschene Website namens Lovely Heather, auf der diverse Amateur-Model-Fotos veröffentlicht waren. Im Februar 2007 war Smith Playmate des Monats im amerikanischen Playboy, außerdem war sie in diversen anderen Playboyprodukten vertreten.
Smith hatte mehrere Auftritte als sie selbst in TV-Serien. So war sie in der Reality-TV-Fernsehserie The Hills kurz zu sehen. Außerdem erschien sie zusammen mit Lindsay Wagner, Sara Jean Underwood und Nicole Voss in Episode 18 der Playboy-TV-Produktion Hot Babes Doing Stuff Naked. In der Doku-Soap The Girls of the Playboy Mansion, die das Leben von Hugh Hefner und seinen Freundinnen in der Playboy Mansion zeigt, war sie in Episode 6×7 zu sehen. 2010 erschien sie in der von unter anderem Victoria Mongeon und Jaclyn Swedberg moderierten Fernsehserie Playboy's Beach House.
Seit 2009 ist Smith auch als Schauspielerin tätig und studierte Rechtspsychologie und Kriminologie am Community College Sierra College. Smith ist verheiratet und Mutter.

## Filmografie (Auswahl)
Als Schauspielerin
- 2009: Entourage (TV-Serie; Folge 6×12)
- 2009: Closed Mondays (Kurzfilm)
- 2010: Mad Men (TV-Serie; Folge 4×10)
- 2011: Mine (Kurzfilm)
- 2014: Predatory Lender

Als sie selbst
- 2007: Playboy Video Playmate Calendar 2008 (Dokumentation)
- 2008: Fashion News Live (TV-Serie; Folge 6x29)
- 2008–2009: The Adventures of Danny & The Dingo (TV-Serie; Folge 1x1, 1x3, 2x6)
- 2009: The Girls of the Playboy Mansion (TV-Serie; Folge 6x7)
- 2010: Playboy's Beach House (TV-Serie; Folge 1×2)